# Agabus taiwanensis
Agabus taiwanensis là một loài bọ cánh cứng trong họ Bọ nước. Loài này được Nilsson & Wewalka miêu tả khoa học năm 1994.